# بومپورتو
بومپورتو (به ایتالیایی: Bomporto) یک کومونه در ایتالیا است که در استان مودنا واقع شده‌است.

## خصوصیات
بومپورتو ۳۹٫۱ کیلومترمربع مساحت و ۹٬۷۴۸ نفر جمعیت دارد و ۲۰ متر بالاتر از سطح دریا واقع شده‌است.

## خواهرخوانده
شهر Mola di Bari خواهرخواندهٔ بومپورتو هست.